# Пастухов Валерій Іванович
Пастухов Валерій Іванович (нар. 1 січня 1956) — доктор технічних наук, професор, завідувач кафедри сільськогосподарських машин та інженерії тваринництва Державного біотехнологічного університету, академік міжнародної академії аграрної освіти.

## Біографія
Валерій Іванович народився 1 січня 1956 року у м. Харкові.
У 1978 році закінчив Харківський інститут механізації та електрифікації сільського господарства.
Протягом 1978-2009 років молодший співробітник, асистент, старший викладач, доцент, завідувач кафедри експлуатації машинно-тракторного парку Харківського інституту механізації та електрифікації сільського господарства.
Протягом 1991-2009 років декан факультету Харківського інституту механізації та електрифікації сільського господарства,  потім Харківського національного технічного університету сільського господарства.
У 1988 році захистив кандидатську дисертацію на тему  «Изыскание конструкции и обоснование параметров гидравлического подкормщика сельскохозяственных культур».
У 1991 році було присвоєно звання доцента кафедри експлуатації машинно-тракторного парку.
У 2006 році захистив докторську дисертацію на тему «Обґрунтування оптимальних комплексів машин для механізації польових робіт».
У 2007 році Валерію Івановичу було присвоєно звання професора кафедри експлуатації машинно-тракторного парку.
У 2009 році Валерій Іванович  виконуючий обов'язки ректора Харківського національного аграрного університету ім. В. В. Докучаєва.
З 2010 по 2020 роки завідувач кафедри сільськогосподарських машин Харківського національного технічного університету сільського господарства імені Петра Василенка.
У 2020 році професор кафедри сільськогосподарських машин Харківського національного технічного університету сільського господарства імені Петра Василенка.
З 2021 року завідувач кафедри сільськогосподарських машин та інженерії тваринництва Державного біотехнологічного університету.

## Праці
Валерій Іванович автор понад 250 наукових праць, понад 30 патентів, 3 монографій, 3 підручників, 6 посібників.

## Відзнаки та нагороди
- Золота медаль «За успіхи в навчанні» (1973);
- почесна грамота Міністерства АПК України (1999);
- знак «Відмінник освіти України» (2000);
- знак «Відмінник аграрної освіти та науки ІІІ ст.» (2002);
- знак «Відмінник технічної служби» (2003);
- медаль «Знак пошани» (2003);
- знак «Відмінник аграрної освіти та науки ІІ ст.» (2005);
- подяка Міністерства АПК України (2005);
- переможець конкурсу «Вища школа Харківщини - кращі імена» в номінації «декан факультету» (2007);
- подяка Кабінету Міністрів України (2007);
- почесний знак «За заслуги» (2008);
- подяка Голови Харківської обласної ради (2015);
- іменна стипендія Харківської ОВА (стипендія ім. О. Н. Соколовського) (2015);
- подяка Міністерства освіти і науки України (2019);